# نابودی سد کاخوفکا
در ۶ ژوئن ۲۰۲۳، سد کاخوفکا در اوکراین شکسته و منجر به سیل گسترده‌ای شد. این سد که بر رود دنیپر در استان خرسون واقع شده‌است، تحت اشغال نیروهای مسلح روسیه بود که در روزهای نخست حمله روسیه به اوکراین آن را اشغال کرده بودند. کارشناسان مشاور با نیویورک تایمز گفتند به احتمال زیاد دلیل شکست یک انفجار درونی باشد. نیروهای روسی متهم هستند که با شکست سد، خواستار بازداشتن ضدحملهٔ برنامه‌ریزی‌شدهٔ اوکراین بودند. این اتهام توسط مقامات روس که شکستگی را به علت گلوله‌باران اوکراینی‌ها می‌دانند رد شده‌است.
سطوح آب در مخزن کاخوفکا برای ماه‌ها به دلیل نبود مقررات در سد تحت کنترل روسیه، در حال افزایش بود و هنگام شکست سد در بالاترین سطح خود در ۳۰ سال گذشته بود. هزاران ساکن که پایین رود زندگی می‌کردند تخلیه شدند و سیل‌های ناشی از شکستن سد چندین روستا در مناطق تحت کنترل اوکراین و روسیه را زیر آب برد. نبود حجم زیادی از آب مخزن سد کاخوفکا می‌تواند تأمین آب به مناطق تحت کنترل روسیه کریمه و نیروگاه هسته‌ای زاپوریژیا را تهدید کند اما خطر فوری وجود ندارد.

## زمینه

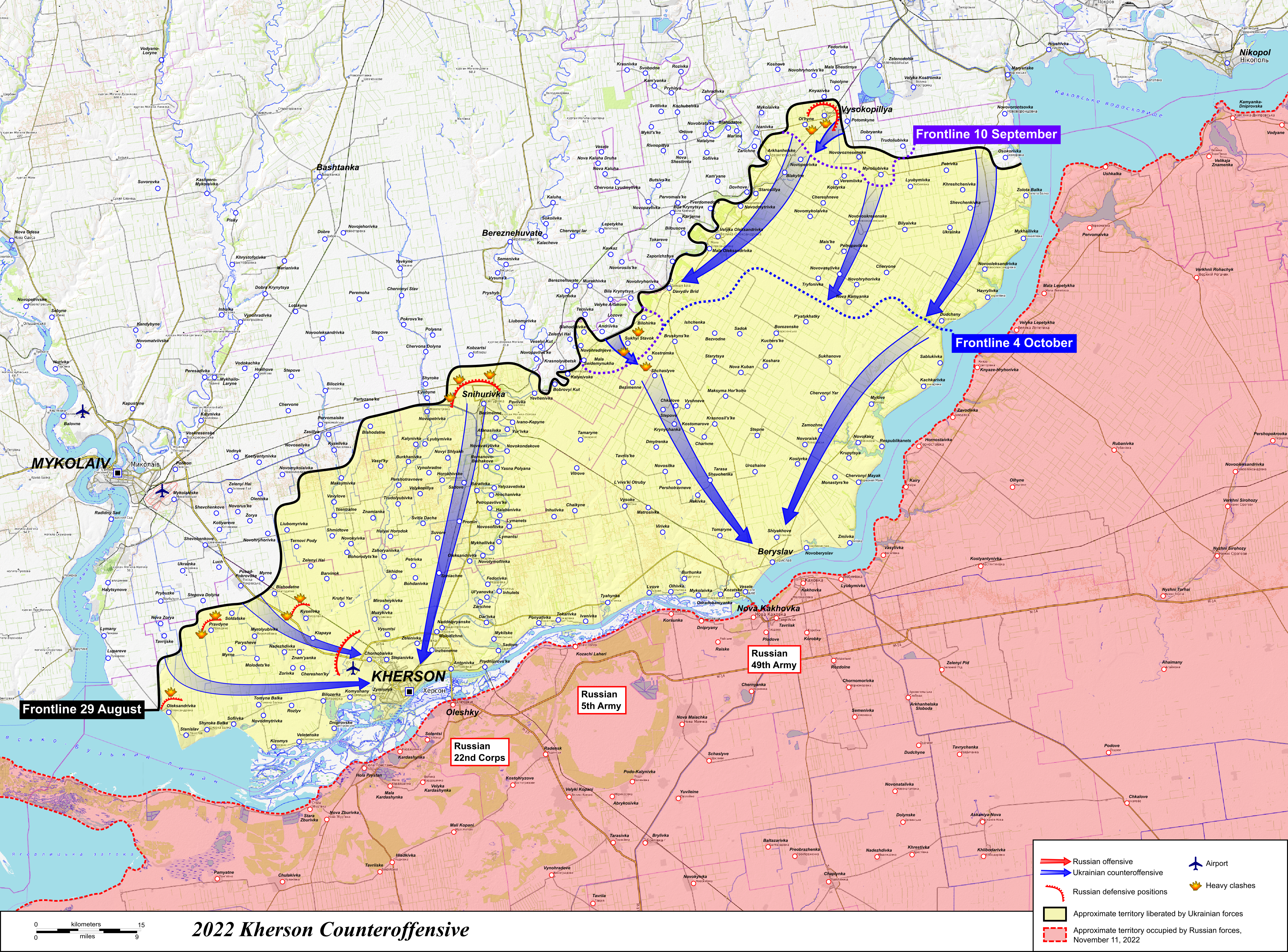
نقشه‌ای که زمین‌های بازپس‌گیری‌شده توسط اوکراین (زرد) و سرزمین‌های اشغال‌شده توسط روسیه (سرخ) را برجسته می‌کند. تا ۶ ژوئن ۲۰۲۳، رود دنیپر خط مقدم جبهه بوده‌است.

سد دیگری بر رود دنیپر در طول جنگ جهانی دوم در اوکراین دو بار شکسته شد. در اوت ۱۹۴۱، کمیساریای خلق در امور داخلی شوروی سد دنیپر را برای بازداشتن حملهٔ آلمان نازی شکستند که منجر به مرگ میان ۳٬۰۰۰ تا ۱۰۰٬۰۰۰ غیرنظامی اوکراینی و همچنین سربازهای شوروی شد. در ۱۹۴۳، سد بار دیگر این بار توسط سربازهای در حال عقب‌نشینی آلمانی شکسته شد.
سد کاخوفکا که در سال ۱۹۵۶ ساخته شد، در فوریهٔ ۲۰۲۲، در روزهای نخستین حملهٔ روسیه به اوکراین توسط نیروهای روسیه اشغال شد. در آن سال روسیه به زیرساخت‌های اوکراین حمله کرد و به چندین سد دیگر آسیب رساند که منجر به عدم دسترسی اوکراینی‌ها به آب شد. برای نمونه می‌توان به نابودی سد رود اوسکیل توسط نیروهای مسلح روسیه در ژوئیه و حملهٔ موشکی به سد کریفیی ریه در سپتامبر اشاره کرد. در اکتبر ۲۰۲۲، وزارت امور خارجهٔ مولداوی، نیکو پوپسکو گفت اوکراین چندین موشک روسی که سد روی رود دنیستر را هدف قرار داده بود رهگیری کرد. در آن زمان، رئیس‌جمهور اوکراین زلنسکی دربارهٔ اقدامات روسیه برای نابودی سد کاخوفکا و مقصر دانستن اوکراین هشدار داد و درخواست یک مأموریت نظارت جهانی در سد کرد تا از یک فاجعهٔ احتمالی جلوگیری شود.
در اواخر سال ۲۰۲۲، اوکراین ساحل غربی رود دنیپر را در طول ضدحملهٔ خرسون بازپس‌گرفت. اوکراین روسیه را به برنامه‌ریزی برای شکست سد کاخوفکا با مواد منفجره در پاسخ به ضدحمله متهم کرد. در طول ضدحمله، نیروهای اوکراینی به عرشهٔ پل با موشک‌های هیمارس ام۱۴۲ حمله کردند تا مانع تدارکات روسیه شوند.

## نابودی

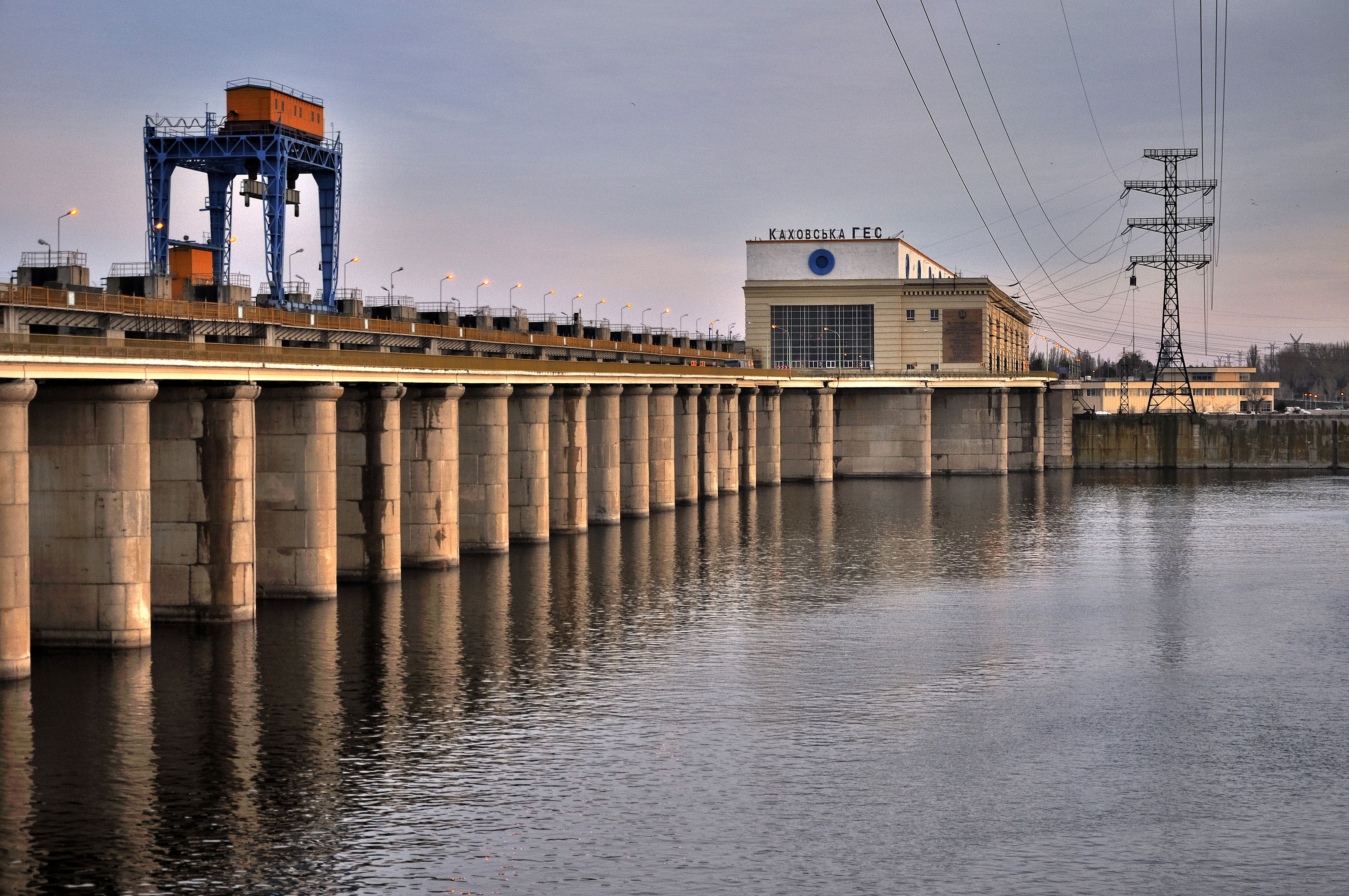
عکس سال ۲۰۱۳ از بخشی از سد، نزدیک سالن توربین نیروگاه، که چند روز قبل از شکاف آسیب دیده بود.

به گفتهٔ رئیس‌جمهور اوکراین، ولودیمیر زلنسکی، در ساعت ۰۲:۵۰ بامداد ۶ ژوئن ۲۰۲۳، «انفجار داخلی سازه‌های سد» رخ داد. بخش میانی سد به طول ۳٫۲ کیلومتر (۲٫۰ مایل) نابود شد، که منجر به سیل‌های گسترده در پایین سد شد. در آن زمان، این سد تحت کنترل روسیه بود و سطح آب به بالاترین حد ۳۰ سال گذشته رسیده بود.
کارشناسان با مشورت نیویورک تایمز گفتند که محتمل‌ترین علت آن انفجاری از داخل بوده‌است، و افزودند که حمله از بیرون یا شکست سازه‌ای، اگرچه ممکن است، اما کمتر قابل قبول است. به گزارش اکونومیست، صدای یک انفجار بزرگ تا ۸۰ کیلومتری سد شنیده شد.
روسیه و اوکراین یکدیگر را مسئول شکستن سد می‌دانند. هیچ‌یک از طرفین فوراً مدرکی برای اثبات اتهامات خود ارائه نکردند.

## پیامدها

### تلفات
تا ۲۱ ژوئن ۲۰۲۳، جان باختن دست‌کم ۵۸ نفر در اثر تخریب سد گزارش شد. ۴۱ نفر از کشته‌شدگان از مناطق تحت اشغال روسیه در استان خرسون بودند، و بقیه از مناطق تحت کنترل اوکراین در خرسون و استان میکولائیف بودند.
آسوشیتدپرس در دسامبر ۲۰۲۳ گزارش داد که مقامات نیروهای اشغالگر روسیه به‌طور گسترده و عمدی تلفات را کمتر از میزان واقعی جلوه می‌دهند. آن‌ها فوراً پیکر افرادی که خانواده‌هایشان گم شدن آن‌ها را اعلام نکرده بودند، جمع‌آوری کرده و از مواجههٔ کارکنان بهداشتی و داوطلبان با کشته‌شدگان ممانعت می‌کردند. مقامات نظامی اوکراین برآورد کرده‌اند که این تعداد، دست‌کم صدها نفر است، اما ممکن است هرگز عدد دقیقی مشخص نشود.

### سیل و تخلیه

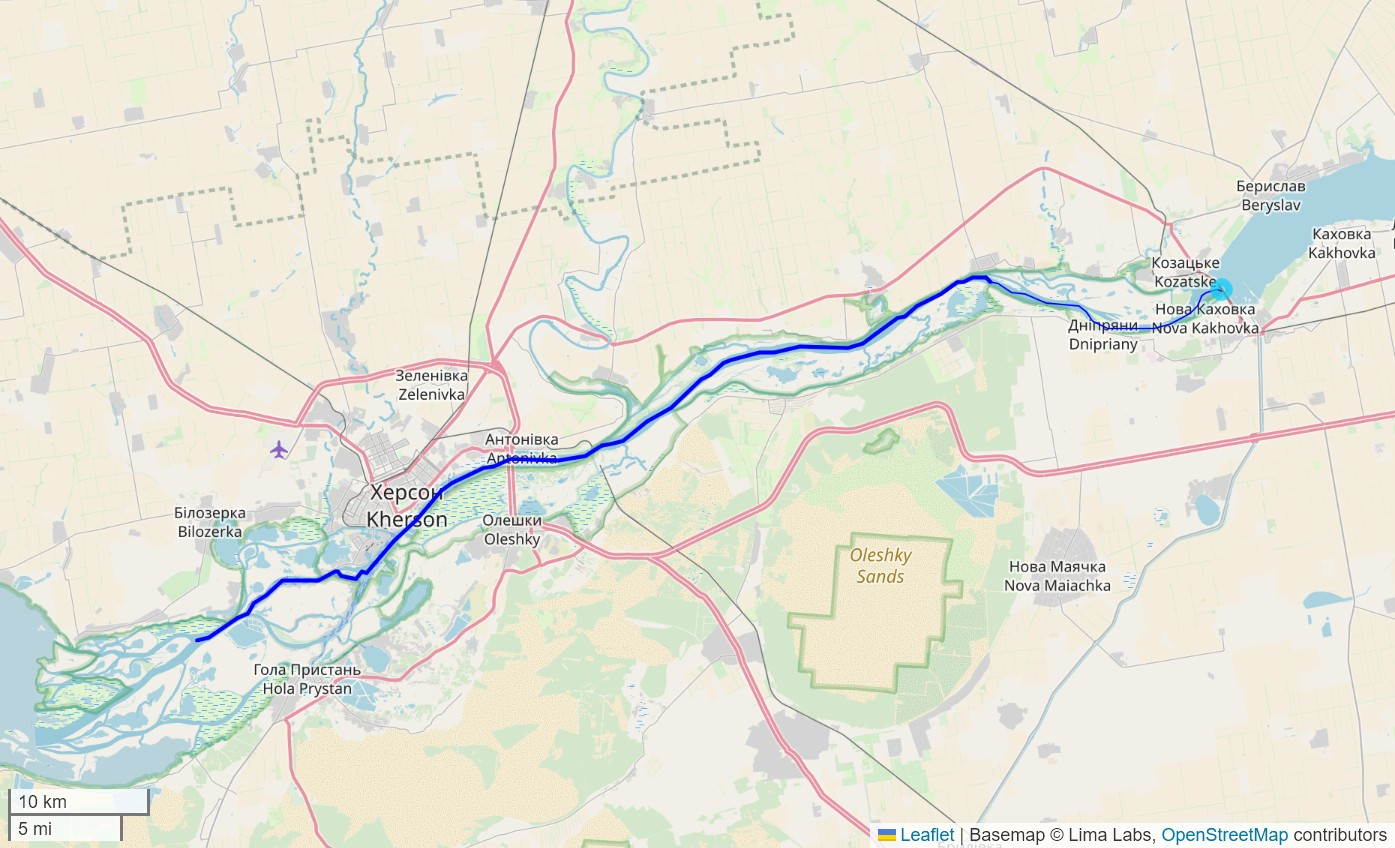
مسیر جریان اصلی در رود دنیپر، پایین سد نووا کاخوفکا.

روز پس از نابودی سد، دادستان کل اوکراین تخمین زد حدود ۴۰٬۰۰۰ تن از ساکنان سرزمین‌های تحت کنترل اوکراین و روسیه تحت تأثیر سیل قرار خواهند گرفت. فرماندار اوکراینی استان خرسون، اولکساندر پروکودین گفت حدود ۶۰۰ کیلومتر مربع از منطقه زیر آب بود و ۶۸ درصد از منطقهٔ سیل‌گرفته در سمت تحت کنترل روسیه بود.
به گفتهٔ نیروهای زمینی اوکراینی، ارتش روسیه به گلوله‌باران ساحل راست در طول تخلیه ادامه می‌داد. در ۷ ژوئن، زلنسکی در مصاحبه با پولیتیکو یوروپ ادعا کرد نیروهای روسیه، امدادگران فعال در محل سیل را می‌کشتند.